# Jacques de Caud
Jacques de Caud, né en 1727, mort en 1797, est un officier français. Il s'illustre à la bataille de Saint-Cast, et devient commandant de la ville et du château de Fougères, puis général. Il est également connu pour avoir épousé Lucile de Chateaubriand, la sœur de l'écrivain.

## Biographie
Jacques-Louis-René Caud nait à Rennes le 10 juin 1727. Il est le fils de l'avocat Louis-Julien Caud de Basbourg, et de Jeanne-Rose Baconnière.
D'abord avocat comme son père, il entre au régiment d'Egmont comme volontaire en janvier 1749. Il est garde du corps du roi en 1755 et se fait alors appeler « chevalier de Caud », puis devient aide de camp du futur maréchal d'Aubeterre, alors général. 
Il participe brillamment comme volontaire à la bataille de Saint-Cast en septembre 1758, luttant contre la tentative anglaise de débarquement. Blessé lors de cette affaire, il reçoit une pension des États de Bretagne.
Décoré de la croix de chevalier de Saint-Louis en 1762, il a rang de lieutenant-colonel en avril 1779 lorsqu'il prend le commandement du bataillon de Monsieur, gouverneur de Bretagne. Il reçoit en 1782 le commandement de la ville de Fougères et de son château.
Il démissionne du corps des gardes en 1788 lors des émeutes de Rennes. Il est ensuite élu capitaine de la garde nationale de Rennes en 1789 et devient maréchal de camp (général) en 1791. 
C'est le 3 juillet 1796, à 69 ans, qu'il épouse à Rennes Lucile de Chateaubriand, sœur du futur écrivain, qui ne parle de cette union qu'avec réserve et amertume. Jacques de Caud chasse sa femme Lucile quelques semaines après leur mariage.
Le « chevalier de Caud » meurt à Rennes au début de l'année suivante, le 15 janvier 1797, sans postérité.